# Johann David Paul von Schlebrügge
Johann David Paul von Schlebrügge (* 8. Oktober 1769 in Münster; † 6. November 1851 ebenda) war ein preußischer Verwaltungsjurist und Landrat.

## Leben

### Herkunft und Familie
Johann David Paul von Schlebrügge wurde als Sohn der Eheleute Heinrich Schlebrügge (preußischer Hofrat) und Anna Gertrud Henriette Zurmühlen geboren. Aus der ersten Ehe  mit Klara Bernhardine Zurmühlen ging die Tochter Anna Pauline, die mit Clemens Mersmann (Landrat in Coesfeld) verheiratet war, hervor. Seine zweite Ehefrau war Maria Anna Theresia von Büren, Tochter von Friedrich Christian von Büren (münsterischer Landpfennigmeister) und Theodore Wilhelmine Zurmühlen. 

### Beruflicher Werdegang
Nach dem Abitur studierte Johann David Paul von Schlebrügge an den Universitäten Göttingen und Marburg Jura. Im Jahre 1792 war die Ernennung zum fürstbischöflichen münsterschen Licentiaten der Rechte und am 28. Juli 1809 wurde die Ernennung zum Maire von Werne und Herbern wirksam. Am 9. August 1816 wurde von Schlebrügge von der Bezirksregierung Münster unter Vorbehalt der königlichen Zustimmung zum Landrat des Kreises Lüdinghausen ernannt. Die definitive Ernennung war am 16. Januar 1817. Er wurde am 6. Juli 1839 aus dem Staatsdienst entlassen, nachdem die Bezirksregierung Münster ihm wegen der schlechten Dienstführung ein Entlassungsgesuch nahegelegt hatte.